# Optat de Timgad
Ne doit pas être confondu avec Optat de Milève.
Optatus de Thamugadi ou Optat de Timgad est un évêque donatiste de Thamugadi (actuelle Timgad, en Algérie), de 388 à 398 dans la province romaine de Numidie. Il est un sujet important dans la polémique anti-donatiste d’Augustin, alors évêque d’Hippone qui l’appelait « le malin ».
Optat est associé à la fois aux militants Circoncellion, considérés comme adhérents des donatistes, ainsi qu’au général renégat romain Gildon. Augustin a rendu Optat responsable des attaques contre les catholiques, mais aussi contre les opposants anti-donatistes, les Maximinianistes.

## Biographie
En 388, Optat est élu évêque de Thamugadi, le plus important évêché donatiste du sud de la province de Numidie.
En 398, le comte d'Afrique Gildon, et Optat sont conjointement responsables d'une révolte contre l'empereur Flavius Honorius. Leur révolte établit un pouvoir autochtone et non-romain en Afrique du Nord, Gildon étant le pouvoir politique et Optat, la philosophie derrière ce mouvement politique. Il a traditionnellement été affirmé que Gildon dirigeait des groupes de Circoncellions pour terroriser la campagne, bien que l'historien Frend n’ait trouvé aucune trace de la contrainte religieuse exercée par les donatistes sur les catholiques voisins.

## Inscription
Une inscription portant le nom de l'évêque Optat a été trouvée dans la basilique donatiste de Thamugadi.